# Ma siêu quậy
Ma siêu quậy (tên tiếng Anh: Beetlejuice Beetlejuice) là một bộ phim điện ảnh Mỹ thuộc thể loại hài – kinh dị – kỳ ảo ra mắt vào năm 2024 do Tim Burton làm đạo diễn và đồng sản xuất. Là phần phim tiếp nối của Beetlejuice (1988) và là phần thứ hai của thương hiệu cùng tên, tác phẩm có sự tham gia diễn xuất của các diễn viên gồm Michael Keaton, Winona Ryder, Catherine O'Hara, Jenna Ortega, Monica Bellucci và Willem Dafoe.
Ma siêu quậy có buổi công chiếu tại liên hoan phim Venice vào ngày 28 tháng 8 năm 2024, sau đó tác phẩm được Warner Bros. Pictures phát hành tại Mỹ và Việt Nam vào ngày 6 tháng 9 năm 2024. Sau khi ra mắt, tác phẩm nhận về những lời khen ngợi từ giới chuyên môn.

## Nội dung
Sau một bi kịch gia đình bất ngờ, ba thế hệ của gia đình Deetz trở về nhà ở Winter River. Vẫn bị ám ảnh bởi Beetlejuice, cuộc sống của Lydia bị đảo lộn khi cô con gái tuổi teen nổi loạn của cô, Astrid, phát hiện ra mô hình bí ẩn của thị trấn trên gác mái và cánh cổng dẫn đến Thế giới bên kia vô tình mở ra. Với những rắc rối đang diễn ra ở cả hai thế giới, chỉ là vấn đề thời gian cho đến khi ai đó gọi tên Beetlejuice ba lần và con quỷ tinh quái quay trở lại để gây ra thương hiệu hỗn loạn của riêng mình.

## Diễn viên
- Michael Keaton thủ vai Betelgeuse (phát âm là "Beetlejuice")
- Winona Ryder thủ vai Lydia Deetz
- Catherine O'Hara thủ vai Delia Deetz
- Jenna Ortega thủ vai Astrid Deetz[2]
- Monica Bellucci thủ vai Vợ của Betelgeuse
- Justin Theroux thủ vai Rory
- Willem Dafoe thủ vai Wolf Jackson, một thám tử ma, ngoài đời thật, anh từng là một ngôi sao hành động của dòng phim hạng B[3]

Ngoài ra, phim còn có sự tham gia của Justin Theroux, Arthur Conti và Burn Gorman trong các vai diễn được giữ bí mật.

## Phát hành
Ma siêu quậy được phát hành tại các rạp chiếu ở Mỹ và Việt Nam do Warner Bros. Pictures phân phối vào ngày 6 tháng 9 năm 2024.